# Giuliano di Alicarnasso
Giuliano di Alicarnasso (... – dopo il 527) è stato un monofisita vescovo di Alicarnasso.

## Biografia
Poco si sa della vita di Giuliano.
Monofisita, al principio del VI secolo era vescovo  di Alicarnasso in Caria. Nel 518, per ordine dell'imperatore Giustino, fu cacciato dalla sua sede, per non aver aderito alla definizione di Calcedonia e al Tomus ad Flavianum di papa Leone I. Rifugiatosi ad Alessandria sotto la protezione del patriarca monofisita Timoteo IV, si scontrò con Severo di Antiochia, profugo anch'egli, sulla questione della corruttibilità del corpo di Gesù in terra. Giuliano riteneva l'atto stesso dell'incarnazione del Verbo talmente significativo da rendere il corpo di Cristo differente rispetto a quello degli altri uomini, che invece vivono nel regime del peccato e della corruzione. Giuliano e i suoi seguaci, detti giulianisti o aftartodoceti, sostenevano che al contrario il corpo di Gesù non fosse soggetto a corruzione o a passioni umane fin dal concepimento. Severo riteneva che la concezione di Giuliano togliesse valore alla realtà terrestre di Cristo, alla consustanzialità tra la condizione umana di Cristo e quella degli altri uomini, a tal punto da metterne a rischio le potenzialità salvifiche e da rendere inutili la nascita nella carne, la sofferenza e la croce. Giuliano rispose con varie opere (Tomo, Contro le bestemmie di Severo, Apologia) di cui oggi restano solo pochi frammenti.